# Књига Деде Коркута
Књига Деде Коркута или Књига Коркут Ата (азер. Kitabi-Dədə Qorqud, کتاب دده قورقود; туркм. Kitaby Dädem Gorkut; тур. Dede Korkut Kitabı ) је најпознатија међу епским причама о Турцима Огузима. Митски наратив књиге део је културног наслеђа народа огузског турског порекла, углавном Турске, Азербејџана и Туркменистана. Само два рукописа текста, један у Ватикану и један у Дрездену, била су позната до 2018. године, када је пронађен рукопис у иранском граду Гонбад (Gonbad-e Kabus).
Епске приче из књиге Деде Коркута су неке од најпознатијих турских епских дела од укупно преко 1.000 забележених епова међу породицама које говоре турским и монголским језиком.
Епска култура, народне приче и музика Деде Коркуда засновани су на дванаест херојских легенди, прича и тринаест традиционалних музичких композиција које се деле и преносе кроз генерације кроз усмено изражавање, извођачке уметности, културне кодове и музичке композиције. Деде Коркуд се у свакој причи појављује као легендарна фигура и мудра особа.
Елемент обухвата друштвене, културне и моралне вредности као што су херојство, физичко и духовно благостање и јединство, као и поштовање природе, и садржи дубоко знање о историји и култури заједница турског говорног подручја. Заједница га практикује и одржава у разним приликама – од породичних догађаја до националних и међународних фестивала – и стога је добро укорењена у друштву, служећи као повезујућа нит између генерација.

## Настанак и синопсис епа
Деде Коркут је херојски дастан (легенда), такође познат као Oghuz-nameh међу Огуз-турским народом, који се појављују у Средњој Азији, шире се у Анадолији и највећи део постоји на Кавказу. Према Бартолду, „није могуће претпоставити да је овај дастан могао бити написан било где осим на Кавказу”.
За турске народе, посебно људе који се изјашњавају као Огузи, он је главно складиште етничког идентитета, историје, обичаја и система вредности турских народа кроз историју. Обележава борбе за слободу у време када су Турци Огузи били сточарски народ, иако је „јасно да су приче пренете у свој садашњи облик у време када Турци Огуског порекла више нису себе сматрали Огузима“. Од средине 10. века па надаље, израз Огуз је постепено међу самим Турцима потиснут изразом <i id="mwPw">Turkoman</i> (Туркмен); овај процес је завршен до почетка 13. века. Туркмени су били они Турци, углавном, али не искључиво Огузи, који су прихватили ислам и почели да воде више седелачки живот од својих предака. У 14. веку, федерација Огуза, или, како су их до тада називали, туркоманских племена, који су себе звали Ак Којунлу, основали су династију која је владала источном Турском, Азербејџаном, Ираком и западним Ираном.

#### Синопсис
(Наслове дао преводилац Џефри Луис.)
1. Богач Кан, син Дирсе Кана: прича о чудесном рођењу и животу Богач Кана;
2. Како је опљачкана кућа Салура Казана: говори како је неверни (тј. немуслимански) грузијски краљ Шокли извршио препад на логор Салура Казана док су Казан и његови племићи ловили и како су Казанови људи помогли Казану да победи Шоклија;[12]
3. Бамси Бејрек од Сивог коња: говори како је млади  Бамси Бејрек добио руку даме Чичек упркос отпора њеног брата Карчара, како га је киднаповао краљ Шокли и држао у заточеништву 16 година, и како је побегао када је чуо да је леди Чичек дата другом мушкарцу и како ју је вратио; Коркут се појављује као глумац у причи, помаже му да надмудри Карчара;
4. Како је принц Уруз, син кнеза Казана, био заробљен: говори како је Салур Казан схватио да његов син Уруз има шеснаест година, али да никада није видео битку, како су Казана и Уруза напали неверници док су били у лову, како је Уруз био  заробљен, и како је Казан спасао Уруза;
5. Дивљи Думрул, син Дука Које: говори како је Дивљи Думрул увредио Бога изазивајући Азраила, како је Думрул схватио своју грешку и нашао наклоност Алаха под условом да неко пристане да умре уместо њега, како је његова жена пристала, како је Думрул тражио од Алаха да поштеди његову жену и како им је Алах дао 140 година;
6. Кан Турали, син Канли Које: говори како је Кан Турали освојио срце и руку неверне принцезе Саљан од Трапезунда голорук победивши бика, лава и камилу, како се принцезин отац предомислио и послао 600 ратника да убију њега, и како је принцеза помогла Кан Туралију да победи очеве људе; Коркут се у причи појављује и као приповедач на свадби;
7. Јигенек, син Казилика Које: прича како је Казилика Коју заробио неверни краљ Дирек од Аршувана док је покушавао да упадне у замак Дузмурд на Црном мору, како је држан заточен 16 година, како је његов син Јигенек одрастао не знајући да му је отац био заробљеник, како је Јигенек сазнао да му је отац жив и затражио дозволу од Бајиндир Кана да га спасе, и како је Јигенек победио краља Дирека; Коркут се појављује на прослави;
8. Како је Басат убио Тепегоза: говори како је Басата одгојила лавица и како су он и Тепегоз одгајани као браћа, како је Тепегоз терорисао Огузе захтевајући од њих стално младиће и овце да их једе, како је Басата једна од мајки Огуза убедила да се бори са Тепегозом, и како га је Басат победио у борби која је у великој мери позајмљена из приче о Полифему у Одисеји; Коркут у овој причи игра посредника између Тепегоза и Огуза;
9. Емрен син Бегила: прича како Бегил постаје управник Грузије; како ломи ногу након што га коњ збаци у лову; како Шокли сазнаје за његову повреду и покушава да га нападне; како Бегилов син Емрен узима његов оклоп и води Бегилове људе да га бране; како Емрен наговара Шоклија да пређе на ислам;
10. Сегрек син Ушуна Које: прича како је старијег сина Ушуна Које, Егрека, ухватио Црни краљ код Џулфе и бацио у тамницу; како је млађи син Ушона Које, Сегрек, одрастао не знајући за братово заточеништво; како Сегрек проналази пут до замка Црног краља; како се Егрек и Сегрек препознају, побеђују људе Црног краља и враћају се кући;
11. Како је Салур Казан био заробљен и како га је његов син Уруз ослободио: говори како је Салур Казан заробљен; како је његов син Уруз одрастао не знајући за оца, и како је сазнао за очево заточеништво; како је Уруз повео војску племића да спасе Салур Казана; како је Салур послат да заштити замак од нападача, али је сазнао ко су они и није их убио; како су се он и његов син поново окупили, како су напали невернике и како су се вратили кући;[13]
12. Како су се Спољни Огузи побунили против Унутрашњих Огуза и како је Бејрек умро: Како су се Спољни Огузи побунили против Казан Кана након што су осетили да их је омаловажио у корист Унутрашњих Огуза; како Казанов ујак Уруз, предводећи побуњенике, покушава да придобије свог зета Бејрека да се придружи побуни, и како убија Бејрека због одбијања; како Казан и његове снаге побеђују Уруза, после чега се преживели побуњеници предају и мире са Казаном;
13. Мудрост Деде Коркута

## Рукописна традиција
Од раног 18. века, Књига Деде Коркута је преведена на француски, енглески, руски и мађарски језик. Међутим, тек када је привукао пажњу Х.Ф. Вон Диеза, који је 1815. објавио делимични немачки превод Деде Коркута, заснован на рукопису пронађеном у Краљевској библиотеци у Дрездену, Деде Коркут је постао широко познат Западу. Једини други рукопис Дедеа Коркута открио је Еторе Роси 1950. године у Ватиканској библиотеци. Све док Деде Коркут није преписан на папиру, догађаји приказани у њему су опстали у усменој традицији, најмање од 9. и 10. века. Приче су писане у прози, али зачињене поетским одломцима. Недавна истраживања турских и туркменских научника открила су да туркменска варијанта Књиге Деде Коркута садржи шеснаест прича, које су преписане и објављене 1998.
2018. откривен је рукопис Гонбада. Недостаје први лист овог рукописа. Из тог разлога није познато како је назив рукописа забележен у писаној форми.
Језик Гонбадовог рукописа је мешовитог карактера и осликава карактеристике периода транзиције од каснијег старог огузског турског ка ранонововом турском иранског Азербејџана. Међутим, постоје и ортографске, лексичке и граматичке структуре својствене Чагатају, што показује да је оригинално дело написано у области између Сир Дарије и Анадолије, а касније преписано у Сафавидском Ирану у другој половини 16. века. Касније је поново копиран у истој области у другој половини 18. века за време династије Кајар.

### Датирање дела
Дело је настало као низ епова усмено испричаних и преношених кроз генерације пре него што је објављено у облику књиге. Сакупљене су бројне верзије прича. Сматра се да су прве верзије биле у природном стиху, али да су се постепено трансформисале у комбинације стиха и прозе како су исламски елементи временом утицали на наратив.
Предложени су различити датуми за прве писане примерке. Џефри Луис га датира прилично рано у 15. век. Џемал Кафадар се слаже да то није било раније од 15. века.
Међутим, у својој историји Отоманског царства, Станфорд Ј. Шоу (1977), датира га у 14. век. Професор Мајкл Е. Микер се залаже за два датума, рекавши да су верзије прича које данас имамо настале као народне приче и песме не раније од 13. века и да су записане најкасније почетком 15. века. Најмање једна од прича (поглавље 8) постојала је у писаној форми почетком 14. века, из необјављене арапске историје, ибн ал-Давадаријеве Дурар ал-Тијан, написане у Мамелучком султанату негде између 1309. и 1340. године.
Немогуће је прецизно одредити време настанка због номадског начина живота раних турских народа, у којем су епови попут Деде Коркута преносили с колена на колено у усменом облику. Ово се посебно односи на епску књигу као што је ова, која је производ дугог низа приповедача, од којих је свако могао да изврши измене и допуне, све до два писара из 16. века који су аутори најстаријих сачуваних рукописа. Већина проучавалаца древних турских епова и народних прича, као што су руско-совјетски академик Василиј Бартолд и британски научник Џефри Луис, веровали су да текст Деде Коркут „показује низ карактеристика карактеристичних за азербејџански, турски дијалект Азербејџана“.

## Совјетски третман
Већина турских народа и земаља описаних у Књизи Деде Коркута били су део Совјетског Савеза од 1920. до 1991. године, па је већина истраживања и интересовања настала управо тамо. Однос према "Књизи Деде Коркута" и другим причама везаним за турске народе у почетку је био неутралан.
Совјетске власти су критиковале Дедеа Коркута због промовисања буржоаског национализма. У говору 1951. одржаном на 18. Конгресу Комунистичке партије Азербејџана, азербејџански комунистички лидер Мир Џафар Багиров заговарао је избацивање епа из азербејџанске књижевности, називајући га „штетном“ и „антипопуларном књигом“ која је „пробијена отровом национализма, углавном против грузијског и јерменског братског народа“.
Упркос либерализацији политичке климе након осуде стаљинизма од стране Никите Хрушчова у фебруару 1956. године, „Бартолдово“ издање Књиге Деде Коркута поново је објављено тек 1962. и 1977. године. Проблеми су постојали све до перестројке, када је последње пуно издање на азербејџанском језику послато за објављивање 11. јула 1985, али је дозволу за штампање добило тек 2. фебруара 1988.

## Културно наслеђе
Азербејџански филм из 1975, Дада Горгуд, заснован је на епу.
Република Азербејџан и Унеско су 1998. године номиновали, а 2000. прославили, „Хиљаду тристоту годишњицу епске песме Китаб-и Деде Коркуд“.
1999. Народна банка Азербејџана ковала је златне и сребрне спомен кованице за 1.300 годишњицу епа. Епска култура, народне приче и музика Дедеа Коркуда уврштени су на Репрезентативну листу нематеријалног културног наслеђа човечанства Унеска у новембру 2018.